# Gaya, Niger
Gaya là một thành phố thuộc tỉnh Gaya, vùng Dosso, Niger. Thành phố cách thủ đô Niamey 254 km về phía đông nam, nằm trên bờ sông Niger, gần biên giới với Benin và Nigeria. Gaya có dân số là 28.385 người vào năm 2001. Đây là khu vực ẩm ướt nhất ở Niger với lượng mưa trung bình hàng năm là 800 mm.
Có một cây cầu nối Gaya với thị trấn Malanville ở Benin.